# Ignasi Vidal-Folch
Ignasi Vidal-Folch Balanzó (Barcelona, 1956) és un escriptor i periodista català.

## Biografia
Germà del periodista Xavier Vidal-Folch, va començar com a escriptor de còmics col·laborant des de principis de la dècada del 1980 en diversos còmics i arribant a ser coordinador de Bésame Mucho el 1982. Els seus primers llibres —El arte no paga i No se lo digas a nadie—, de caràcter marcadament satíric, en l'estela dels experiments formals de Valle-Inclán i Bustos Domecq, es van publicar a mitjans de la dècada del 1980.
Aquesta dècada i la següent va estar especialment actiu com a periodista. Va dirigir successivament la secció de cultura dels diaris La Vanguardia i ABC. En els anys 1989, 90 i 91, durant la transició democràtica dels països del bloc soviètic, va ser corresponsal volant del rotatiu madrileny a les principals capitals de l'Est d'Europa. Des de 1995 és col·laborador independent i esporàdic de premsa, especialment del diari El País i del setmanari Tiempo.
Amb Ramón de España, va publicar en 1997 l'assaig El canon de los cómics que incidia especialment en el còmic europeu i els valors de la narració sobre els de la il·lustració.
Les seves últimes novel·les, sense renunciar a la veta de l'humor, s'inscriuen en la tradició realista i aborden conflictes significatius de l'actualitat en diferents països i àmbits: l'argument de La libertad (1995) tracta de la revolució democràtica a Romania; La cabeza de plástico (1999), sobre el mercat i les pràctiques de l'art contemporani internacional; Turistas del ideal (2005), sobre el filisteisme cultural i polític; Contramundo (2006), sobre la mentalitat nacionalista. Amigos que no he vuelto a ver (1997) i Noche sobre noche (2010) són compendis de relats, ambientats en diferents escenaris europeus.
Alguns dels articles publicats el 2008 i 2009 a El País sobre escenaris singulars de la seva ciutat natal han estat reunits en llibre sota el títol Barcelona, museo secreto. Va ser guionista i presentador del programa literari Nostromo, emès per La 2 de Televisió Espanyola entre 2010 i juliol de 2012 (el primer any 22 programes, el segon, 20 i el tercer només un).

## Obres
| Anys | Títol                         | Tipus                     | Editorial                               | Col·laborador                        |
| ---- | ----------------------------- | ------------------------- | --------------------------------------- | ------------------------------------ |
| 1980 | Crónica negra                 | Sèrie de còmic, 3 números |                                         | Joan Navarro                         |
| 1984 | Chantal                       | Sèrie de còmic            | Cimoc                                   | Pepe González (dibuixant)            |
| 1984 | Roberto Ruina                 | Sèrie de còmic            | Cairo                                   | Roger (dibuixant)                    |
| 1984 | Perico Carambola              | Sèrie de còmic            | El Víbora, Complot!, TBO, La Vanguardia | Gallardo (dibuixant)                 |
| 1985 | El arte no paga               | Relats                    | Anagrama                                |                                      |
| 1987 | No se lo digas a nadie        | Novel·la                  | Anagrama                                |                                      |
| 1994 | Roberto España y Manolín      | Sèrie de còmic            | Viñetas                                 | Gallardo (dibuixant)                 |
| 1994 | Esto es así                   | Sèrie de còmic            | La Vanguardia                           | Gallardo (dibuixant)                 |
| 1995 | La libertad                   | Novel·la                  | Anagrama                                |                                      |
| 1997 | Amigos que no he vuelto a ver | Contes                    | Anagrama                                |                                      |
| 1997 | El canón de los cómics        | Assaig                    | Glénat                                  | Ramón de España                      |
| 1999 | La cabeza de plástico         | Novel·la                  | Anagrama                                |                                      |
| 1999 | Más lejos y más abajo         | Contes                    | Noche de Relatos Nº9, NH Hoteles        |                                      |
| 2005 | Turistas del ideal            | Novel·la                  | Destino                                 |                                      |
| 2006 | Contramundo                   | Novel·la                  | Destino                                 |                                      |
| 2009 | Barcelona: Museo secreto      | Assaig-guia de la ciutat  | Alcar                                   |                                      |
| 2010 | Noche sobre noche             | 12 relats                 |                                         |                                      |
| 2011 | Grandes borrachos daneses     |                           | Cuadernos Alfabia                       | Lars Bang Larsen (historiador d'art) |
| 2012 | Lo que cuenta es la ilusión   | Notes de diaris 2007-2010 | Destino                                 |                                      |
| 2014 | Pronto seremos felices        | Novel·la                  | Destino                                 |                                      |

## Premis i reconeixements
- Premi Mario Vargas Llosa NH de relats 1998 per Más lejos y más abajo[3]
- Premi Ciutat de Barcelona de literatura en llengua castellana 2015 per a Pronto seremos felices[4]